# Cuarterón (carpintería)

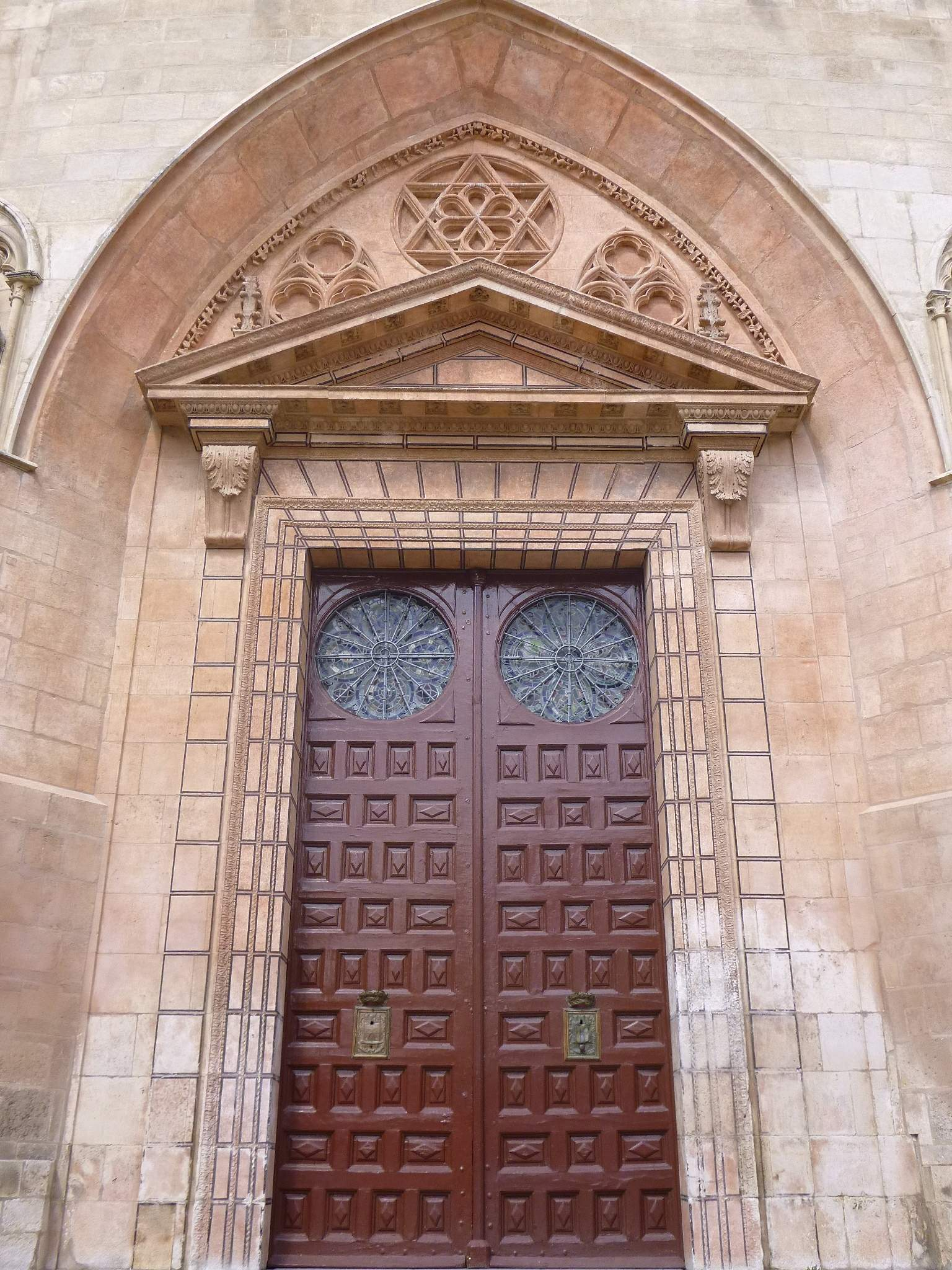
Puerta de cuarterones en la catedral de Burgos.

En carpintería, un cuarterón es cada uno de los cuadros que hay entre los peinazos de las puertas y ventanas. Cada cuarterón acaba en una especie de biseles injertados entre los largueros.
El Diccionario general de arquitectura e ingeniería de Pelayo Clairac y Sáenz describe un cuarterón como «cada uno de los cuadritos que se labran en las puertas y ventanas, y en general, el conjunto de tablas unidas á ranura y lengüeta que forman el relleno entre los largueros, cabíos y peinazos de las hojas de puertas y ventanas, friso ú otra construccion cualquiera de madera».
El cuarterón permite utilizar tablas pequeñas y aparejarlas de forma que la puerta o  ventana en su conjunto puede dilatarse y contraerse por efecto de la oscilación térmica sin que se abran las venas de la madera. Esta propiedad hace del cuarterón una técnica eficiente para la construcción de puertas y ventanas en áreas alejadas del mar, con clima continental, donde existen acusadas diferencias de temperatura entre el verano y el invierno, y entre el día y la noche.
Por su sencillez, eficiencia y adaptación climática, el cuarterón ha sido tradicionalmente empleado en la carpintería de la Meseta Central española. Debido a ese carácter popular, ha sido a veces considerado un elemento representativo de la denominada «estética del mesón», si bien puede encontrarse en todo tipo de construcciones, como por ejemplo en las puertas de la fachada occidental de la catedral de Burgos.

## BIbliografía
- Clairac y Saenz, Pelayo (1879). «Cuarteron». Diccionario general de arquitectura e ingeniería II. Madrid: Talleres de impresión y reproducción Zaragozano y Jayme. Wikidata Q65965448.

- Datos: Q130664269